# Elon Lindenstrauss

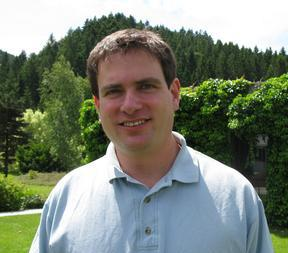
Elon Lindenstrauss

Elon Lindenstrauss (Hebreeuws: אילון לינדנשטראוס) (Jeruzalem, 1 augustus 1970) is een Israëlisch wiskundige, die in 2010 een Fields-medaille kreeg uitgereikt voor zijn bijdragen aan de Ergodentheorie. Het Johnson–Lindenstrauss lemma is naar hem genoemd. Hij werkte aan het vermoeden van Littlewood.
In 2009 is de Fermatprijs aan hem toegekend.